# Campeonato Europeo de Balonmano Playa
El Campeonato Europeo de Balonmano Playa es el mayor campeonato de Europa a nivel de selecciones de Balonmano playa. Se disputa desde el año 2000 y lo organiza la Federación Europea de Balonmano. Se organiza cada 2 años.

## Palmarés

### Categoría masculina
| Año  | Sede                     |             | Final                   | Final                     | Final       |                         | Final de consolación | Final de consolación    | Final de consolación |
| Año  | Sede                     | Oro         | Resultado               | Plata                     | Bronce      | Resultado               | Cuarta plaza         |                         |                      |
| ---- | ------------------------ | ----------- | ----------------------- | ------------------------- | ----------- | ----------------------- | -------------------- | ----------------------- | -------------------- |
| 2000 | Gaeta, Italia            | Bielorrusia | 2–1 (17:16, 8:13, 4:2)  | España                    | Ucrania     | 2–1 (9:13, 18:6, 7:4)   | Rusia                |                         |                      |
| 2002 | Cádiz, España            | España      | 2–0 (16:13, 14:12)      | Rusia                     | Bielorrusia | 2–0 (17:9, 19:11)       | Ucrania              |                         |                      |
| 2004 | Alanya, Turquía          | Rusia       | 2–0 (22:10, 16:12)      | Alemania                  | Turquía     | 2–1 (17:16, 19:22, 7:6) | España               |                         |                      |
| 2006 | Cuxhaven, Alemania       | España      | 2–1 (19:20, 23:20, 7:2) | Hungría                   | Turquía     | 2–1 (16:12, 14:21, 5:2) | Alemania             |                         |                      |
| 2007 | Misano Adriatico, Italia | Rusia       | 2–1 (22:14,13:23,9:6)   | Croacia                   | Hungría     | 2–1 (23:14, 19:20, 9:6) | Serbia               |                         |                      |
| 2009 | Larvik, Noruega          | Croacia     | 2–0 (24:20, 20:18)      | Rusia                     | Hungría     | 2–0 (23:18, 15:10)      | Dinamarca            |                         |                      |
| 2011 | Umag, Croacia            | Croacia     | 2–0 (21:16, 19:18)      | Rusia                     | España      | 2–1 (24:22, 16:22, 8:6) | Ucrania              |                         |                      |
| 2013 | Randers, Dinamarca       | Croacia     | 2–0 (24:18, 21:16)      | Rusia                     | Dinamarca   | 2–1 (16:18, 18:13, 7:4) | Serbia               |                         |                      |
| 2015 | Lloret de Mar, España    | Croacia     | 2–1 (15:17, 32:23, 9:8) | España                    | Ucrania     | 2–1 (24:19, 15:17, 7:4) | Hungría              |                         |                      |
| 2017 | Zagreb, Croacia          | España      | 2-0 (27:22, 28:26)      | Rusia                     | Croacia     | 2-0 (14:8, 24:23)       | Hungría              |                         |                      |
| 2019 | Stare Jablonki, Polonia  | Dinamarca   | 2-0 (25:18, 19:16)      | Noruega                   | Hungría     | 2-0 (26:20, 23:22)      | Rusia                |                         |                      |
| 2021 | Varna, Bulgaria          | Dinamarca   | 2-0 (25:20, 28:22)      | Croacia                   | Rusia       | 2-1 (24:23, 14:16, 7:6) | España               |                         |                      |
| 2023 | Nazaré, Portugal         |             | Hungría                 | 2-0 (20:16, 20:18)        | Alemania    |                         | Dinamarca            | 2-0 (24:22, 21:20)      | Portugal             |
| 2025 | Alanya, Turquía          |             | Alemania                | 2-1 (18:22, 23:19, 12:10) | España      |                         | Croacia              | 2-1 (26:16, 28:30, 9:8) | Hungría              |

### Categoría femenina
| Año          | Sede                     |           | Final              | Final                   | Final         |                    | Final de consolación | Final de consolación     | Final de consolación |
| Año          | Sede                     | Oro       | Resultado          | Plata                   | Bronce        | Resultado          | Cuarta plaza         |                          |                      |
| ------------ | ------------------------ | --------- | ------------------ | ----------------------- | ------------- | ------------------ | -------------------- | ------------------------ | -------------------- |
| 2000 Details | Gaeta, Italia            | Ucrania   | 2–1                | Alemania                | Rusia         | 2–1                | RF Yugoslavia        |                          |                      |
| 2002         | Cádiz, España            | Rusia     | 2–1                | Turquía                 | RF Yugoslavia | 2–0                | Alemania             |                          |                      |
| 2004         | Alanya, Turquía          | Rusia     | 2–0                | Croacia                 | Alemania      | 2–0                | Italia               |                          |                      |
| 2006         | Cuxhaven, Alemania       | Alemania  | 2–0                | Rusia                   | Croacia       | 2–0                | Turquía              |                          |                      |
| 2007         | Misano Adriatico, Italia | Croacia   | 2–1                | Alemania                | Noruega       | 2–0                | Rusia                |                          |                      |
| 2009         | Larvik, Noruega          | Italia    | 2–1                | Noruega                 | Croacia       | 2–0                | Ucrania              |                          |                      |
| 2011         | Umag, Croacia            | Croacia   | 2–1                | Dinamarca               | Italia        | 2–1                | Noruega              |                          |                      |
| 2013         | Randers, Dinamarca       | Hungría   | 2–1                | Dinamarca               | Noruega       | 2–1                | Ucrania              |                          |                      |
| 2015         | Lloret de Mar, España    | Hungría   | 2–1                | Noruega                 | Italia        | 2–1                | España               |                          |                      |
| 2017         | Zagreb, Croacia          | Noruega   | 2-1                | Polonia                 | España        | 2-1                | Dinamarca            |                          |                      |
| 2019         | Stare Jablonki, Polonia  | Dinamarca | 2-0                | Hungría                 | Holanda       | 2-0                | Croacia              |                          |                      |
| 2021         | Varna, Bulgaria          | Alemania  | 2-0 (24:21, 25:20) | Dinamarca               | España        | 2-0 (21:18, 23:22) | Noruega              |                          |                      |
| 2023         | Nazaré, Portugal         |           | Alemania           | 2-1 (18:20, 20:14, 7:4) | Holanda       |                    | España               | 2-1 (19:18, 12:18, 7:2)  | Portugal             |
| 2025         | Alanya, Turquía          |           | España             | 2-1 (20:24, 28:16, 9:6) | Noruega       |                    | Alemania             | 2-1 (23:18, 18:20, 10:8) | Países Bajos         |

## Medallero

### Medallero competición femenina
| Núm. | País         | Oro | Plata | Bronce | Total |
| ---- | ------------ | --- | ----- | ------ | ----- |
| 1    | Alemania     | 3   | 2     | 2      | 8     |
| 2    | Croacia      | 2   | 1     | 2      | 5     |
| 3    | Rusia        | 2   | 1     | 1      | 4     |
| 4    | Hungría      | 2   | 1     | 0      | 3     |
| 5    | Noruega      | 1   | 3     | 2      | 6     |
| 6    | Dinamarca    | 1   | 3     | 0      | 4     |
| 7    | España       | 1   | 0     | 3      | 4     |
| 8    | Italia       | 1   | 0     | 2      | 3     |
| 9    | Ucrania      | 1   | 0     | 0      | 1     |
| 10   | Países Bajos | 0   | 1     | 1      | 2     |
| 11   | Polonia      | 0   | 1     | 0      | 1     |
| 11   | Turquía      | 0   | 1     | 0      | 1     |
| 12   | Yugoslavia   | 0   | 0     | 1      | 1     |
|      | TOTAL        | 14  | 14    | 14     | 42    |